# 韋茅斯鎮區 (新澤西州)
韋茅斯鎮區（英語：Weymouth Township）是位於美國新澤西州大西洋縣的一個鎮區。

## 地方資料
韋茅斯鎮區的面積為31.52平方千米，當中陸地面積為30.62平方千米，而水域面積為0.90平方千米。根據2020年美國人口普查的數據，當地共有人口2614人，而人口密度為每平方千米82.93人。